# 샤바오룽
샤바오룽(夏宝龙, 1952년 12월 ~ )은 중화인민공화국의 정치인이다. 톈진시 중국 공산주의 청년단 간부로 정치인 생활을 시작하였다. 톈진시 부시장, 저장성 부서기를 거쳐 저장성 중국 공산당 당위원회 서기를 지냈다. 이어 전국인민대표대회 환경과 자연보호위원회 부주임 위원을 역임하였으며 현재 국무원홍콩마카오사무판공실 주임, 중국인민정치협상회의 부주석이다. 1973년에 중국 공산당에 입당하였다. 2002년에 베이징 대학에서 경제학 박사를 취득하였다.
| 전임 허쭈산 | 저장성 성장 2011년 8월 ~ 2012년 12월 | 후임 리창 |

| 전임 자오훙주 | 저장성 당 위원회 서기 2012년 12월 ~ 2017년 4월 | 후임 처쥔 |